# Sarobides inconclusa
Sarobides inconclusa är en fjärilsart som beskrevs av Walker 1864. Sarobides inconclusa ingår i släktet Sarobides och familjen nattflyn. Inga underarter finns listade.